# Special Olympics Tschechien
Special Olympics Tschechien (englisch: Special Olympics Czech Republic) ist der tschechische Verband von Special Olympics International. Sein Ziel ist die Förderung von Sport für Menschen mit geistiger Beeinträchtigung und die Sensibilisierung der Gesellschaft für diese Mitmenschen. Außerdem betreut er die tschechischen Athletinnen und Athleten bei den Special Olympics Wettkämpfen.

## Geschichte
Special Olympics Tschechien wurde 1990 mit Sitz in Prag gegründet.

## Aktivitäten
2019 waren 2.941 Athletinnen, Athleten und Unified Partner sowie 793 Trainer bei Special Olympics Tschechien registriert.
Der Verband nahm 2019 an den Programmen Law Enforcement Torch Run (LETR), Athlete Leadership, Healthy Athletes, Young Athletes, Motor Activities Training Program (MATP), Healthy Communities, Unified Schools und Unified Sports teil, die von Special Olympics International ins Leben gerufen worden waren.

### Sportarten
Folgende Sportarten wurden 2019 vom Verband angeboten:
- Basketball (Special Olympics)
- Boccia (Special Olympics)
- Bowling (Special Olympics)
- Floorball
- Floor Hockey
- Fußball (Special Olympics)
- Leichtathletik (Special Olympics)
- Radsport (Special Olympics)
- Rhythmische Sportgymnastik (Special Olympics)
- Ski Alpin (Special Olympics)
- Skilanglauf (Special Olympics)
- Schwimmen (Special Olympics)
- Snowboard (Special Olympics)
- Tischtennis (Special Olympics)
- Turnen (Special Olympics)
- Volleyball (Special Olympics)

### Teilnahme an Weltspielen vor 2020
(Quelle: )
• 2007 Special Olympics World Summer Games, Shanghai, China (37 Athletinnen und Athleten)
• 2009 Special Olympics World Winter Games, Boise, USA (21 Athletinnen und Athleten)
• 2011 Special Olympics World Summer Games, Athen (35 Athletinnen und Athleten)
• 2013 Special Olympics World Winter Games, PyeongChang, Südkorea (26 Athletinnen und Athleten)
• 2015 Special Olympics World Summer Games, Los Angeles, USA (32 Athletinnen und Athleten)
• 2017 Special Olympics World Winter Games, Graz-Schladming-Ramsau, Österreich (31 Athletinnen und Athleten)
• 2019 Special Olympics, World Summer Games, Abu Dhabi (52 Athletinnen und Athleten)

### Teilnahme an den Special Olympics World Summer Games 2023 in Berlin
Special Olympics Tschechien nahm an den Special Olympics World Summer Games 2023 teil. Die 83-köfpige Delegation wurde vor den Spielen im Rahmen des Host Town Program von Regensburg und vom Landkreis Kelheim betreut. Das Team gewann bei diesen Weltspielen acht Gold-, zwölf Silber- und sechs Bronzemedaillen.

### Teilnahme an Weltspielen nach 2023
- 2025 Special Olympics World Winter Games, Turin, Italien (22 Athletinnen und Athleten)[5]